# Новоалександровский сельсовет (Красноярский край)
Новоалександровский сельсовет — сельское поселение в Нижнеингашском районе Красноярского края.
Административный центр — село Новоалександровка.

## История
Статус и границы сельского поселения установлены Законом Красноярского края от 3 декабря 2004 года № 12-2637 «Об установлении границ и наделении соответствующим статусом муниципального образования Нижнеингашский район и находящихся в его границах иных муниципальных образований»

## Население
| 2010 | 2012 | 2013 | 2014 | 2015 | 2016 | 2017 |
| ---- | ---- | ---- | ---- | ---- | ---- | ---- |
| 520  | ↘500 | ↘499 | ↘496 | ↘471 | ↘450 | ↘442 |

## Состав сельского поселения
В состав сельского поселения входят 3 населённых пункта:
| № | Населённый пункт  | Тип населённого пункта       | Население |
| - | ----------------- | ---------------------------- | --------- |
| 1 | Новоалександровка | село, административный центр | 289       |
| 2 | Романовка         | деревня                      | 85        |
| 3 | Эстония           | деревня                      | 146       |

## Местное самоуправление
Новоалександровский сельский Совет депутатов
Дата избрания: 14.03.2010. Срок полномочий: 5 лет. Количество депутатов: 7
Глава муниципального образования
- Иванов Александр Самуилович. Дата избрания: 14.03.2010. Срок полномочий: 5 лет